# BNS Somudra Joy
BNS Somudra Joy là một trong những tàu khu trục lớn nhất và nặng nề nhất của Hải quân Bangladesh. Họ đã mua lại con tàu từ Hoa Kỳ dưới Các Bộ luật Quốc phòng quá mức.